# Palace Vodka
Palace Vodka är ett polskt vodkamärke tillverkat i Warszawa. Alkoholhalten är 40%. Smaken har beskrivits som "eldig, något stickig, inslag av finkel med viss sötma".